# Roćevac
Roćevac (cyr. Роћевац) – wieś w Serbii, w okręgu pomorawskim, w gminie Svilajnac. W 2011 roku liczyła 344 mieszkańców.